# Second Empire bulgare
Pour les articles homonymes, voir Second Empire (homonymie).
1185–1396
Entités précédentes :
- Empire byzantin

Entités suivantes :
- Tsarats de Tarnovo et de Vidin
- Despotat de Dobrogée
- Voïvodat de Valachie
- Empire ottoman

Le Second Empire bulgare (bulgare : Второ българско царство, Vtorо Bălgarskо Tsarstvo)  est une ancienne monarchie médiévale des Balkans s’étendant non seulement sur l’actuelle Bulgarie (sauf le littoral) mais aussi sur l'Albanie, le sud de la Roumanie et de la Moldavie, le sud-ouest de l'Ukraine, la Macédoine du Nord, la Grèce septentrionale et la Serbie orientale.

## Dénomination
L'historiographie moderne bulgare et, à sa suite, internationale, le désigne couramment comme « Second Empire bulgare » par distinction du « Premier Empire bulgare ». Toutefois, cette dénomination commune est historiquement impropre car le véritable premier État bulgare fut l'Ancienne Grande Bulgarie (630-660, fondée par Koubrat entre les bouches du Danube et la mer Caspienne). De ce fait, l'État que l'historiographie moderne nomme couramment « Premier Empire bulgare » (680-1018, fondé par Asparoukh à cheval sur le bas-Danube avant de s'étendre à la majeure partie de la presqu'île des Balkans), est en fait le deuxième État bulgare, tandis que l'État ici dénommé « Second Empire bulgare » est en fait le troisième État bulgare (1186-1396), et la Bulgarie moderne (depuis 1878) le quatrième. Ce problème de dénombrement et ces dénominations impropres apparaissent pendant la renaissance bulgare, au XVIIIe siècle quand l'Ancienne Grande Bulgarie de Koubrat qui figure dans les chroniques de son temps comme Παλαιά Μεγάλη Βουλγαρία - « Ancienne Grande Bulgarie », n'était pas encore bien connue, laissant croire que la Bulgarie d'Asparoukh aurait été le « premier » État bulgare.
Dans les documents de son temps, comme les lettres et diplômes des papes Innocent III et Grégoire IX, les récits de Georges Cédrène, Nicétas Choniatès et Jean Skylitzès, l'armorial Wijnbergen, le « Second Empire bulgare » est dénommé « Bulgarie », « Blachie », « Vlacho-Bulgarie » ou « Bulgaro-Vlachie » (Βουλγάϱία, Βλάχία, Βλάχοϐουλγαϱία, Βλάχοϐουργαϱία, Βουλγάϱοϐλαχία, Βουϱγάϱοϐλαχία) et, pour ses souverains, Rex Bulgarorum et Blachorum (« roi des Bulgares et des Valaques ») ou Βασιλέυς κάι αυτοκϱατόρ τών Βουλγαρών κάι τών Βλαχών ou encore Цъзар на България (« basileus et autocrate des Bulgares et des Valaques » ou « tsar de Bulgarie »). Il faut noter que le mot « valaque » n’est plus utilisé par les sources pour la période après 1207.

## Prémices
Après avoir conquis la Bulgarie, le basileus byzantin Basile II permit aux boyards et aux joupans bulgares et valaques de conserver leurs privilèges et maintint le caractère  autocéphale de l'archevêché d'Ohrid. Mais, Isaac II Ange multiplie les vexations, les taxes et les impôts, incitant, selon Georges Cédrène, Nicétas Choniatès et Jean Skylitzès, les Bulgares et les Valaques des Balkans, à la révolte sous la direction de trois frères : Ivan Asen, Pierre et Kaloyan dont les revendications avaient été rejetées par l'empereur Isaac II Ange.
En peu de temps, les insurgés prennent le contrôle des régions formant les actuelles Bulgarie, Macédoine du Nord et Serbie orientale : seules la Dobrogée et la côte de la mer Noire demeurent hors de leur portée. La réaction de l'Empire reste faible au début. Toutefois à partir de l'été 1186, après quatre campagnes dont deux dirigées par lui-même, l'empereur Isaac II Ange les repousse, mais Pierre IV et Ivan Asen Ier lèvent de nouvelles troupes et obtiennent en plus l'alliance des Coumans. Avec ces armées, ils entrent en Thrace en 1187. Un premier détachement sous les ordres du boyard Dobromir, beau-frère de Pierre, se dirige ensuite vers la Macédoine et un second vers la Thrace orientale. L'empereur Isaac II Ange qui avait regroupé ses troupes à Sardica en 1188 comprend très vite qu'il ne pourra pas venir à bout des révoltés et commence des négociations. Elles aboutissent à un accord signé à Loutch en 1186. Isaac II est accusé de faiblesse : il est détrôné en 1195 et remplacé par un nouvel empereur, Alexis III Ange.

## Fondation
Ce troisième État bulgare, appelé « Second », est issu des révoltes des Bulgares et des Valaques des Balkans commencées en 1040 par Pierre Deljan, fils du boyard Gabriel Radomir, et en 1066 par Nikoulitzas Delphinas (en) – Νικουλιτζάς Δελφινάς, petit-fils du boyard Nikulitsa (en), puis, en 1185, par trois frères, Asen, Ioanitsa Caloian et Petrou, qualifiés de Valaques par les chroniqueurs byzantins Georges Cédrène, Nicétas Choniatès et Jean Skylitzès, mais supposés par les historiens modernes Coumans par leurs ancêtres, et en tout cas bulgares par leur région d'origine dont ils se réclamaient. La région des Balkans et du bas-Danube étant multiethnique, une origine mixte coumano-bulgaro-valaque est possible et les Assénides eux-mêmes se considérèrent héritiers des tsars Samuel, Pierre Ier et Siméon Ier de Bulgarie. Selon l'alternative « canard-lapin », l'historiographie moderne, influencée par les nationalismes du XIXe siècle, a tendance à interpréter les mêmes fais de manière divergente : l'historiographie bulgare considère cet État comme un royaume bulgare au sens national actuel du terme tandis que l'historiographie roumaine le considère comme un État « bulgaro-roumain ».
Quoi qu'il en ait été, l'Empire byzantin reconnaît la souveraineté de la famille des Assénides sur la Mésie soit le territoire situé entre le Danube et les Balkans : en contrepartie, le troisième des frères, nommé Kaloyan (forme bulgare du grec Kaloyannis, « bon Jean ») est envoyé comme otage à Constantinople. Pierre (Petăr pour les Bulgares et Petre ou Petru pour les Valaques) ceint la couronne du nouvel État, adoubé par le pape Urbain III qui espère convertir le pays au catholicisme. L'indépendance du royaume est reconnue.
Dans l'historiographie bulgare moderne, le prénom de Petăr est présenté comme un hommage au tsar Petăr Ier de Bulgarie fils de Siméon Ier de Bulgarie, que plus tard son frère Kaloyan revendiquera comme l'un de ses « ancêtres » dans ses échanges avec le pape Innocent III. L'étendue territoriale du Second Empire bulgare dépasse dès son origine la Mésie : à cheval sur le bas-Danube et les Balkans, le nouvel État va de l'Épire aux bouches du Danube, des Carpates méridionales aux Rhodopes, et des Portes de Fer aux portes d'Andrinople (qui reste byzantine), avec une population pluriethnique : les Slaves dominant en plaine, les Valaques sur les piémonts, et les Grecs sur les côtes.
En fait, excepté en Valachie, dans le Banat et en Dobrogée, les romanophones du Second Empire bulgare, dits « Valaques », n'étaient pas des Roumains au sens moderne du terme, mais ce qu'on appellera Aroumains par la suite (la différenciation linguistique entre les Roumains et les Aroumains date du tournant des XIIe – XIIIe siècles). Par ailleurs, la langue bulgare, laïque et liturgique, était « lingua franca » dans tout cet espace, par l'autorité religieuse de l'archevêché d'Ohrid et du patriarcat de Tărnovo, par l'alphabet cyrillique et par le slavon liturgique qui étaient encore en usage non seulement en Bulgarie, mais aussi dans les pays voisins, par exemple dans les principautés danubiennes jusqu'à l'aube du XIXe siècle (le premier document en roumain est la lettre de Neacșu de 1521, écrite en cyrillique).
Pierre IV de Bulgarie et Ivan Assen Ier règnent une dizaine d'années, avant de périr assassinés en 1196 et 1197. Kaloyan leur succède.

## Développement
Durant le règne de Kaloyan (1197-1207, dit « Joanisse, roi de Blaquie et de Bougrie » par Geoffroi de Villehardouin) la quatrième croisade détruit la puissance byzantine en 1204 : Constantinople devient le siège de l'Empire latin de Constantinople. Baudouin VI de Hainaut qui avait été proclamé empereur à Constantinople tente de conquérir le royaume, mais Kaloyan l'écrase et le fait prisonnier à Andrinople en avril 1205. La rançon n'étant pas payée, Baudouin mourra en captivité. Kaloyan meurt assassiné en 1207 par un mercenaire coumans alors qu'il assiège Thessalonique tombée entre les mains des Croisés. Lors de la troisième croisade, comme son voisin serbe Stefan Nemanja, le tsar Pierre IV de Bulgarie offre en vain son aide à l'empereur du Saint-Empire Frédéric Barberousse en contrepartie de la reconnaissance de leurs titres. Après le passage des croisés, l'empereur d'Orient Isaac II Ange envisage d'attaquer de nouveau le Royaume des Bulgares et des Valaques.
En 1187, Pierre IV proclame son frère cadet Ivan Asen Ier co-régent pendant qu'il ne se réserve que le nord-est du pays avec Preslav comme capitale. Les deux frères règnent en harmonie bien que le rôle principal incombe désormais à Ivan Assen.
En 1196 Ivan Asen Ier est poignardé à Tarnovo par le boyard Ivanko. À l'automne 1197 Pierre IV de Bulgarie est à son tour tué dans des circonstances similaires.
Sous le règne de son successeur - son oncle usurpateur Boril -- le pope Bogomil prêche l'hérésie qui prend son nom bogomilisme. Boril -- qui avait chassé les héritiers légitimes de Kaloyan : Alexandre et Ivan Assen II -- réprime durement les bogomiles, s'aliénant tant la noblesse que le peuple. De ce fait il doit faire face à une conjuration de boyards, qu'il vainc à Vidin grâce à l'aide des Magyars, des Valaques de Transylvanie et des Petchénègues, dirigés par le voïvode Joachim. En 1217 cependant, ses ennemis appellent l'héritier légitime Ivan Assen II. Celui-ci, avec l'aide des Brodniks (un peuple slave de l'actuelle Moldavie allié aux Coumans) vainc, détrône et aveugle Boril, qui est enfermé ensuite dans un monastère.

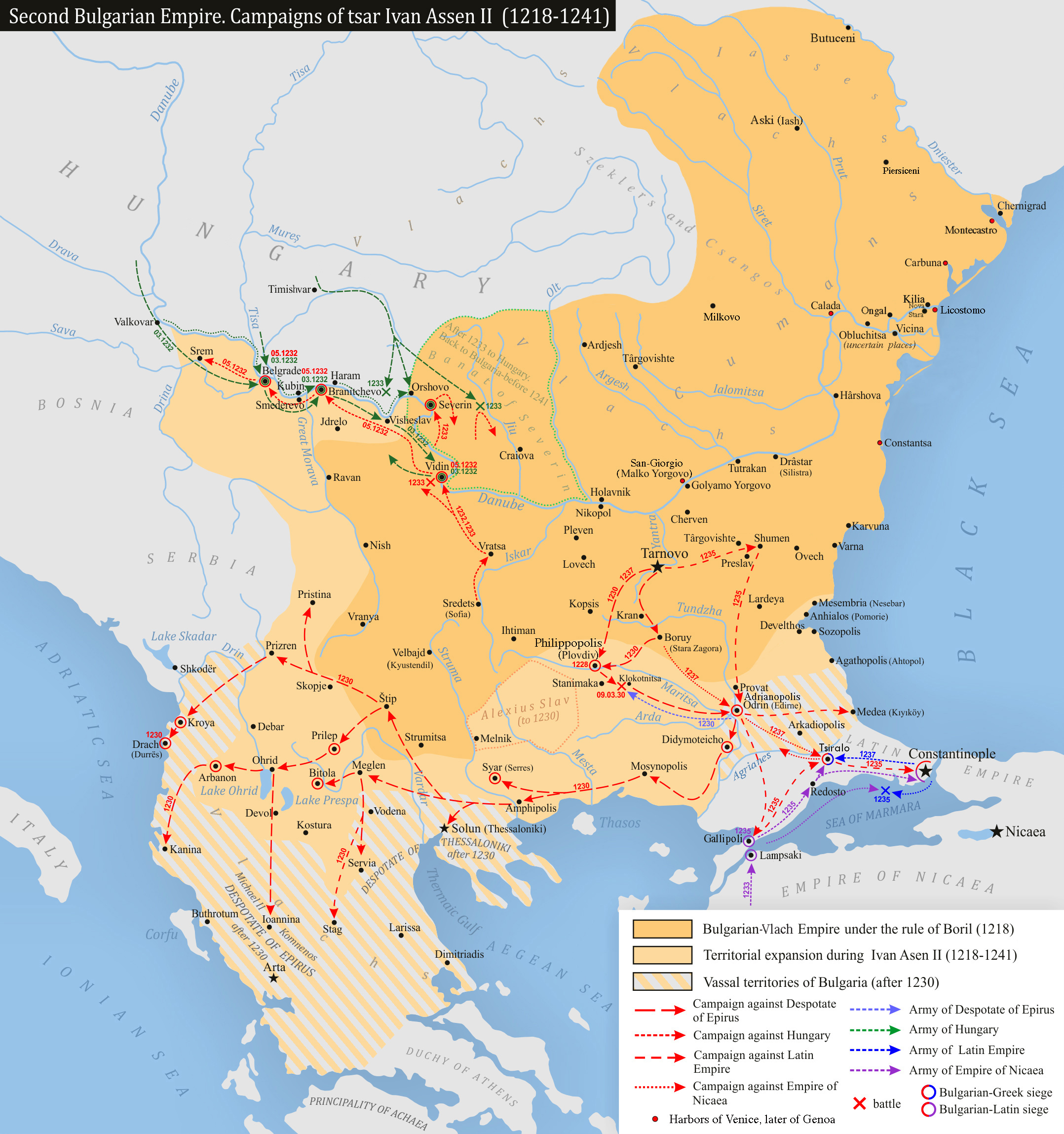
Les campagnes militaires d'Ivan Assen II.

Sous le règne d'Ivan Assen II (1218-1241), le royaume des Bulgares parvient à son apogée. Les arts et la culture connaissent un grand essor, comme en témoignent, entre autres, les fresques du monastère de Boiana près de Sofia, de nombreuses églises, ainsi que le palais de Tarnovo sur la colline de Tsarevets. À cette époque le royaume possède l'accès à trois mers : la mer Noire, la mer Égée et la mer Adriatique. Sur le plan architectural, Ivan Assen II confère à la capitale Tarnovo son aspect monumental en consolidant les fortifications, en construisant des édifices religieux et des églises, dont la plus importante est celle des Quarante martyrs. Sur le plan économique, Ivan Assen II encourage le commerce, accorde des privilèges à la république de Dubrovnik (vers 1230) et frappe monnaie en or et en bronze.
En 1219-1221, Ivan Assen II épouse Anne-Marie de Hongrie, fille d'André II de Hongrie (qui lui apporte en dot les villes de Belgrade et de Braničevo). Il entretient de bonnes relations avec l'Empire latin de Constantinople et avec la papauté, et déploie une politique habile et équilibrée, en alternant les démarches diplomatiques et les campagnes militaires bien ciblées. C'est à cette époque que lui est conféré par la papauté l'écu fascié de 12 bandes or et gueules frappé de deux pattes de loup croisées signifiant « Amitié et alliance de deux nations ».
Vers 1229-1230, il renforce l'influence bulgare sur l'Empire latin de Constantinople, formant le projet d'une alliance matrimoniale, offrant la main de sa fille Hélène à l'empereur Baudouin II de Courtenay. Ce projet contrarie le despote d'Épire et empereur byzantin de Thessalonique Théodore Ier Ange Doukas Comnène qui envahit l'État assénide, mais subit une écrasante défaite à Klokotnica le 9 mars 1230. Théodore Ier Ange Doukas Comnène est fait prisonnier. À la suite de cette victoire, le royaume des Bulgares instaure son hégémonie militaro-politique dans les Balkans. La Serbie entre également sous l'influence du tsar Ivan Assen II, le roi serbe Stefan Vladislav étant son beau-fils.
Mais le projet d'alliance matrimoniale avec Baudouin II de Courtenay échoue, bien que le tsarat se trouve encore en communion avec l'Église de Rome, qui juge cependant le souverain trop tolérant par rapport aux bogomiles. Ivan Assen II se rapproche alors de l'Empire de Nicée. En réaction, la papauté le déclare schismatique, et initie contre lui des campagnes militaires hongroises et latines en 1230 et 1238. En 1230, Ivan Assen II perd le contrôle d'une partie de la région d'outre Danube (l'actuelle Olténie), qui est réorganisée par la Hongrie sous la forme du banat de Sévérin. La région de l'Argeș, en revanche, reste sous contrôle d'Ivan Assen II, avec la cité de Târgoviște.
En 1232, Ivan Assen II rompt officiellement ses relations avec Rome. En 1235, au concile de Lampsaque, en Asie mineure, il obtient la reconnaissance du rang patriarcal pour l'Église de Tarnovo de la part du patriarche œcuménique en exil à Nicée. Le tsar installa Joachim Ier à la tête de ce patriarcat. En 1235-1236, le royaume s'allie avec l'Empire de Nicée dirigé par Jean III Doukas Vatatzès afin de combattre l'Empire latin de Constantinople. Après le décès de son épouse Anne-Marie, Ivan Assen II épouse, en secondes noces, Irène Ange Doukas Comnène, fille de son captif Théodore Ier Ange Doukas Comnène.

## Déclin

### Temps des boyards et passage de la Horde d'Or
Ivan Assen II meurt en 1241. Une conjuration de boyards assassina son fils mineur ainsi que son frère Mihail Assen. En 1242, les raids tatars et mongols frappèrent durement le royaume des Assénides, au retour de leur grande invasion en Occident, et obligent le Second Empire bulgare à payer tribut à la Horde d'or dirigée par Djötchi. La dynastie des Assénides régnera encore une quarantaine d'années, avant d'être remplacée par la dynastie des Terter : dès lors, on ne parle plus de « Royaume des Bulgares et des Valaques » mais de Bulgarie au sud du Danube (voire de Bulgaries au pluriel, lorsque l'État se fragmenta) et de Valachie au nord.
Georges Ier Terter, boyard bulgare d'origine coumans, est élu tsar par ses pairs qui refusent de reconnaître le tsar Ivan Asen III, son beau-frère, qui avait été imposé par l'empereur Michel VIII Paléologue. Le nouveau tsar adopte une politique anti-byzantine et soutient Charles Ier d'Anjou dans son offensive contre l'Empire byzantin. Mais lorsque son allié se retire des Balkans, Georges Ier Terter doit faire la paix avec les Serbes puis signer un traité de paix avec Constantinople, en 1284. L'année suivante la Bulgarie doit faire face à un retour offensif des Mongols qui envahissent de nouveau le pays. Georges Ier Terter doit se reconnaître leur vassal, donner sa seconde fille comme épouse au fils de Nogaï et envoyer son fils Teodor Svetoslav comme otage à la cour du khan. L'impuissance du tsar provoque le démembrement du pays, plusieurs boyards décidant de se proclamer indépendants. Lors d’une nouvelle attaque des mongols en 1291 Georges Ier Terter, qui avait en fait perdu le contrôle de son pays, se réfugie à Constantinople. Après le retrait des Tatars de Nogaï (dits Nogays), l'Empire byzantin reprend le contrôle des côtes de la mer Noire jusqu'aux bouches du Danube.

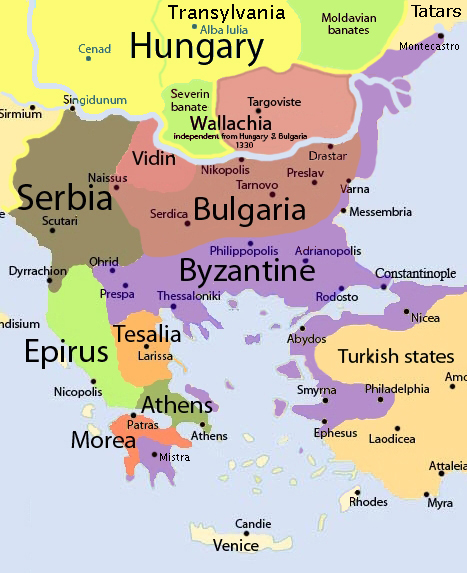
La Bulgarie et ses voisins en 1307 à l'époque de Teodor Svetoslav.

Le boyard Smilets qui s'était rendu indépendant, est nommé tsar de Bulgarie (1292-1298) par le Khan des Mongols et des Tatars, Nogaï. Son règne très court correspond à une période pendant laquelle la Bulgarie est vassale de Nogaï. Toutefois, grâce à la parenté de son épouse avec l'empereur byzantin, Smilets peut maintenir la paix avec ce dernier. À sa mort, sa femme tente de prendre la tête du pays et lutte désespérément pour sauvegarder les droits de son jeune fils Ivan, mais elle doit renoncer face aux prétentions de Tzaka (tsar de 1299 à 1300) et de Teodor Svetoslav.
Fils du tsar Georges Ier Terter, Teodor Svetoslav (tsar de 1300 à 1322) a été otage à Constantinople puis à la cour de la Horde d'or : il connaissait donc très bien les deux puissances du sud et du nord, entre lesquelles se jouait le sort de son pays. Un an après le couronnement de son beau-frère Tzaka, il le capture, le fait emprisonner puis étrangler. Il étend ensuite progressivement son pouvoir jusqu'aux rives du Dniestr, sur les « valachies » du nord du Danube, occupant l'espace qui était tenu par Nogaï, le tout avec la bénédiction du Khan Özbeg dont il est toujours le vassal. Il intervient, également, en Thrace du Nord et occupe les ports byzantins de la mer Noire et des bouches du Danube. Il signe en 1307 la paix avec Constantinople, qui reconnaît ses conquêtes. À sa mort en 1322, son fils Georges II Terter lui succède pour un an (tsar de 1322 à 1323) et meurt sans descendance. À ce moment, la cité Târgoviște, capitale de la marche de l'Argeș au nord du Danube, passe sous contrôle du royaume de Hongrie : la Bulgarie n'a dès lors plus de territoires au-delà de fleuve.
Mikhail III Chichman Asen est alors élu tsar de Bulgarie (1323-1330). Il est le fils d'un boyard de la région de Vidin et, par sa mère, il se rattache à la dynastie des Assénides. Il prend part au conflit entre Andronic III Paléologue (son beau-frère, qu'il soutint en échange de son aide contre les Serbes en signant avec lui le traité de Tchernomen) et Andronic II Paléologue. Après la mort de ce dernier, Mikhail III Chichman Asen renie ses engagements et envahit la Thrace du Nord, en juin 1328, avec une armée de Bulgares et de Mongols. Finalement, Mikhail III Chichman Asen jugea prudent de signer à Andrinople, en 1330, un traité de non agression avec Constantinople, mais il est tué la même année, lors de la défaite bulgare de Kyoustendil (23 juillet 1330) contre les armées serbes de Stefan Uroš III Dečanski. Constantinople en profite pour reprendre une dernière fois le contrôle des ports de la mer Noire et des bouches du Danube, tandis que la marche d'Argeş devient indépendante de la Hongrie à la bataille de Posada, devenant un tributaire de la Horde, réunissant à elle le banat de Sévérin et la rive droite du Danube de Silistra à Vicina. Stefan Uroš III Dečanski chasse l'impératrice consort Théodora Paléologue du trône bulgare et impose comme tsar son neveu Ivan Stefan (1330-1331), fils de Mikhail III Chichman Asen et de Ana-Neda. Celui-ci ne reste au pouvoir que huit mois, avant le coup d'État des boyards de Tarnovo.
Ivan Aleksandre Asen était le fils d'un boyard et de la sœur de Mikhail III Chichman Asen. À son arrivée au pouvoir, il a des relations pacifiques avec le nouveau roi des serbes Stefan Uroš IV Dušan. Bien qu'affaibli par la domination tatare, le royaume connaît une dernière période brillante sous le long règne (1331-1371) de ce tsar. La première période de son règne (1331-1364) est une réussite avec la reconquête des territoires qui avaient été perdus en Thrace, le long du Danube et de la mer Noire, et dans les Rhodopes. La seconde période (1365-1371) est marquée par les défaites contre Amédée VI de Savoie qui se dirige vers la mer Noire (1366-1367), où le despotat de Dobrogée s'émancipe, et contre le royaume de Hongrie qui envahit la région de Vidin (1365-1369). Les relations avec l'Empire byzantin continuent à être belliqueuses. Tout à la fin de son règne, le royaume d'Ivan Aleksandre Asen est touché par l'expansion de l'Empire ottoman face auquel il perd une partie importante de ses possessions dans les Rhodopes et en Thrace.

### Dislocation en petits royaumes

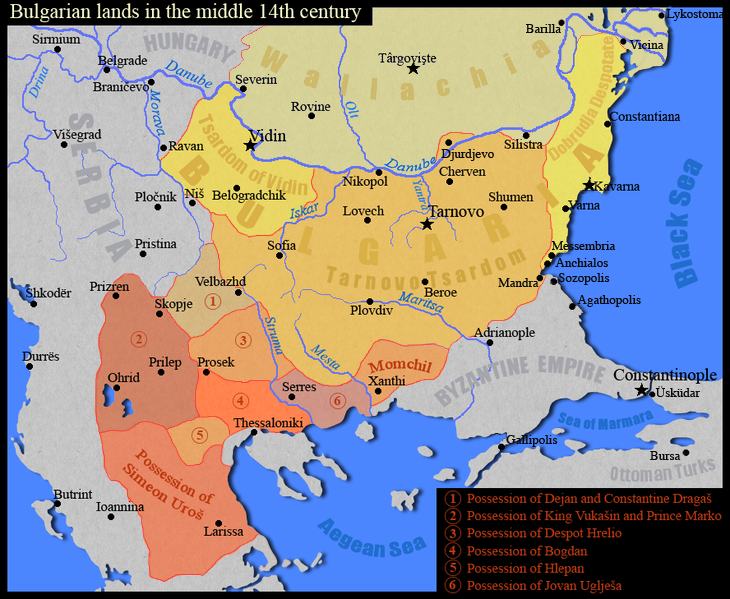
Les États bulgares au milieu du XIVe siècle.

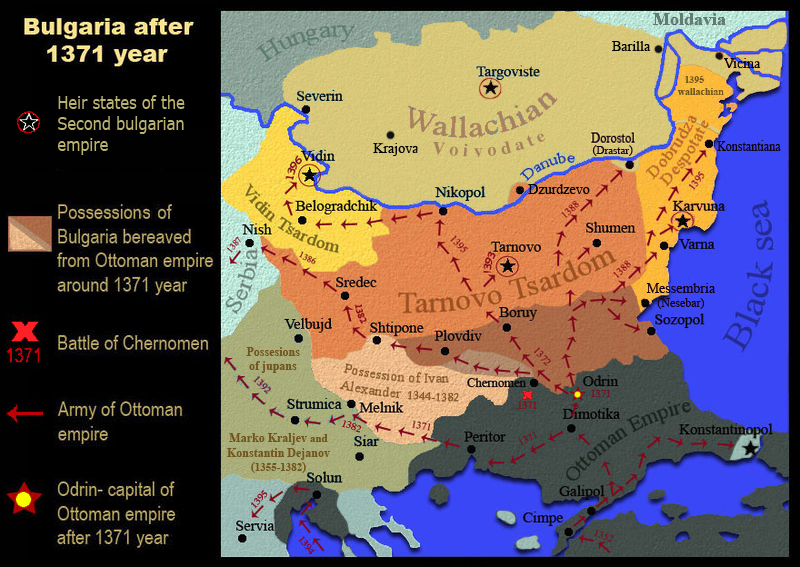
La Bulgarie après 1371.

Conformément aux dispositions prises par leur père Ivan Aleksandre Asen, le royaume est partagé entre ses fils, Ivan Sratsimir héritant du petit tsarat de Vidin, et Ivan Chichman de celui de Tarnovo. Après la chute de la dynastie des Terter, en 1323, le boyard bulgare Balko (1323-1366), issu de cette dynastie, s'était progressivement approprié le pouvoir en Dobrogée. Il fonde le despotat de Dobrogée (en bulgare Dobroudja, en roumain Dobrogea). Son frère Dobrotitsa (1366-1386) se comporte comme un égal des tsars de Bulgarie et Ivan Aleksandre Asen le reconnaît comme souverain de la Dobrogée. Ivanko (1386-1390), fils et successeur de Dobrotitsa, sont confrontés aux coups de l'Empire ottoman qui s'empare du sud de leur pays en 1394, tandis que le joupan Démétrios constitue une principauté de Vicina au nord, vassale, puis partie (1401) de la principauté de Valachie, qui contrôlait déjà le nord des bouches du Danube (bras de Chilia) depuis 1328. Pour finir, l'Empire ottoman conquiert l'ensemble de la Dobrogée en 1421-1428. Ainsi, le Royaume des Bulgares et des Valaques finit fragmenté en plusieurs petits États en 1371, certains à majorité bulgare (tzarats de Vidin et de Tarnovo), d'autres à majorité valaque (voïvodats de Valachie), d'autres multiethniques (despotats de Macédoine, de Grèce septentrionale et de Dobrogée). Trop faibles pour opposer une résistance réelle, ces petits États tombent l'un après l'autre sous la domination de l'Empire ottoman à la fin du XIVe siècle.

## Historiographie
Le roi des Bulgares et des Valaques régnait, selon toutes les sources primaires, byzantines ou latines, sur un royaume multiethnique s'étendant des Alpes de Transylvanie et de la Morava serbe aux mers Adriatique, Égée et Noire et abritant des populations slaves, romanes et grecques dont l'anthroponymie, la toponymie et la linguistique balkanique conservent les traces : les premières, surtout agricoles, dominaient dans les plaines (Σκλαβινίαι, Склавинии, « sklavinies »), les deuxièmes, surtout pastorales sur les piémonts (Βλαχίες, Влахии, « valachies ») et les troisièmes, surtout urbaines, marchandes et maritimes dans les grandes villes et sur les côtes (κεφαλίες, кефалии, « céphalies »),,,,,,. On trouvait aussi dans ce royaume des Oghouzes chrétiens, des Juifs de langue yévanique et des Iraniens (anciens mercenaires byzantins d'origine alane nommés Bardariotes).
Ce sujet d'étude, peu présent dans l'historiographie moderne, a été instrumentalisé à l'époque communiste dans le cadre de la promotion de la Grande amitié prolétarienne bulgaro-roumaine sous le nom de « Tzarat bulgaro-roumain », mais a souffert de la désaffection des chercheurs depuis la chute des régimes communistes en Europe. Il est aujourd'hui occulté sous la pression des nationalismes. Côté roumain, où l'historiographie est engagée dans la démonstration d'une origine principalement nord-Danubienne des « Valaques », le royaume et sa composante valaque est peu étudié et le plus souvent passé sous silence dans les ouvrages de vulgarisation et les programmes scolaires. Côté bulgare, où l'historiographie du « Second Empire bulgare » (ou « Second tzarat Bulgare ») est engagée dans la démonstration d'une origine exclusivement iranienne et slave des Bulgares, les noms de personnes et de lieux sont slavisés, et leur origine valaque est niée ou mise en doute, au mépris des sources. Avec l'adhésion de la Bulgarie et de la Roumanie à l'Union européenne et l'ouverture des frontières, les recherches historiques pourront se dégager progressivement des points de vue exclusifs et nationalistes, d'autant qu'aucun des deux pays n'a de revendications sur le territoire de l'autre, et que les ouvrages récemment publiés,,,, reconnaissent tant l'importante composante bulgare et slavonne de l'histoire de la Roumanie, que l'importante composante valaque de l'histoire de la Bulgarie. Pour les y encourager, une Commission mixte inter-académique bulgaro-roumaine d'histoire a été instituée le 5 juillet 2001.